# Phora greenwoodi
Phora greenwoodi är en tvåvingeart som beskrevs av Ronald Henry Lambert Disney 1989. Phora greenwoodi ingår i släktet Phora och familjen puckelflugor.
Artens utbredningsområde är Frankrike. Inga underarter finns listade i Catalogue of Life.